# Santissimo Crocifisso (Boca)

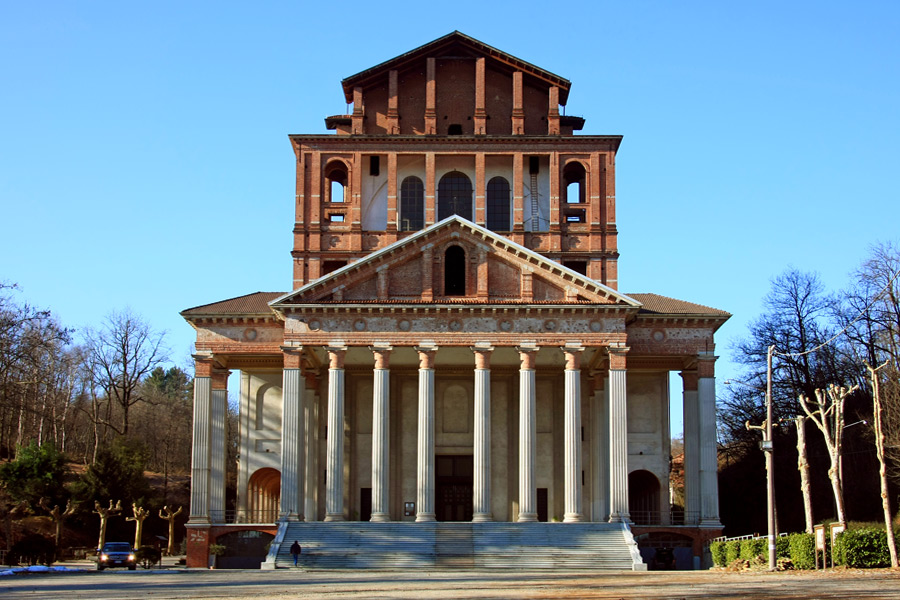
Basilika Santissimo Crocifisso

Die Basilika Santissimo Crocifisso ist eine römisch-katholische Kirche bei Boca in der italienischen Region Piemont. Die Wallfahrtskirche des Bistums Novara hat den Rang einer Basilica minor. Die klassizistische Kirche wurde nach langer Bauzeit erst im 20. Jahrhundert fertiggestellt.

## Geschichte
Die Gründung des Heiligtums steht im Zusammenhang mit dem gewaltsamen Tod zweier lokaler Ehepaare, woraufhin im 17. Jahrhundert eine mit dem Bild des Kruzifixes bemalte Wand errichtet und später in eine kleine Kapelle umgewandelt worden sein soll. Diese wurde in der zweiten Hälfte des 18. Jahrhunderts nach einer Reihe berichteter Wunderheilungen erweitert, von denen die erste auf das Jahr 1763 zurückgeht. Die wundersamen Ereignisse wiederholten sich und noch heute beherbergt das Heiligtum eine reiche Galerie von Votivgaben.
Aufgrund des Zustroms von Pilgern reichte das Gebäude bald nicht mehr aus, so dass 1819 ein weiterer Anbau beschlossen wurde, mit dessen Planung zunächst der Ingenieur Giovanni Agnelli aus Novara beauftragt wurde. Das Projekt umfasste die Umleitung des Bachbettes der Strona, die ebenfalls auf der Grundlage der freiwilligen Arbeit zahlreicher Anwohner durchgeführt wurde.
Ein junger Architekt, der damals 22-jährige Alessandro Antonelli, wurde ausgewählt, um die Arbeit fortzusetzen. Er überarbeitete das Projekt und schlug ein gigantisches Gebäude im klassizistischen Stil vor. Der Bau der Arkaden und des großen Eingangsportalsdauerte bis 1831, bis 1835 folgte die Rotunde. Der geplante Abriss der alten Kapelle führte zu Konflikten mit der Bevölkerung, technische und wirtschaftliche Schwierigkeiten folgten. Nach dem Tod des Architekten 1888 übernahm sein Sohn Costanzo die Leitung der Arbeiten, das Rohbau wurde gegen Ende des 19. Jahrhunderts mit Anpassungen fertiggestellt.
Am 30. August 1907 kam es jedoch zu einem starken Unwetter, das zu schweren Beschädigungen an der linken Seite des Bauwerks führte. Mit einer kriegsbedingten Unterbrechung wurden die Restaurierungsarbeiten über Jahrzehnte fortgesetzt. Im Jahr 1942 wurde das Heiligtum durch ein Bombardement aus der Luft leicht beschädigt. Mit der Fertigstellung der Eingangstreppe wurde der Kirchenbau Beginn der 1970er Jahre abgeschlossen.
Die Kirche wurde 2012 zur Basilica minor erhoben.